# ادیشه، جلیل‌آباد
ادیشه (به ترکی آذربایجانی: Edişə) یک منطقه مسکونی در جمهوری آذربایجان است که در شهرستان جلیل‌آباد واقع شده است. ادیشه ۷۱۰ نفر جمعیت دارد.